# Veit Winsheim
Veit Winsheim (auch: Vitus Oertel, Veit Örtel, Vinshemius, Vuincemius, Windsheim; * 1. August 1501 in Windsheim; † 3. Januar 1570 in Wittenberg) war ein deutscher Rhetoriker, Philologe, Mediziner und Gräzist.

## Leben

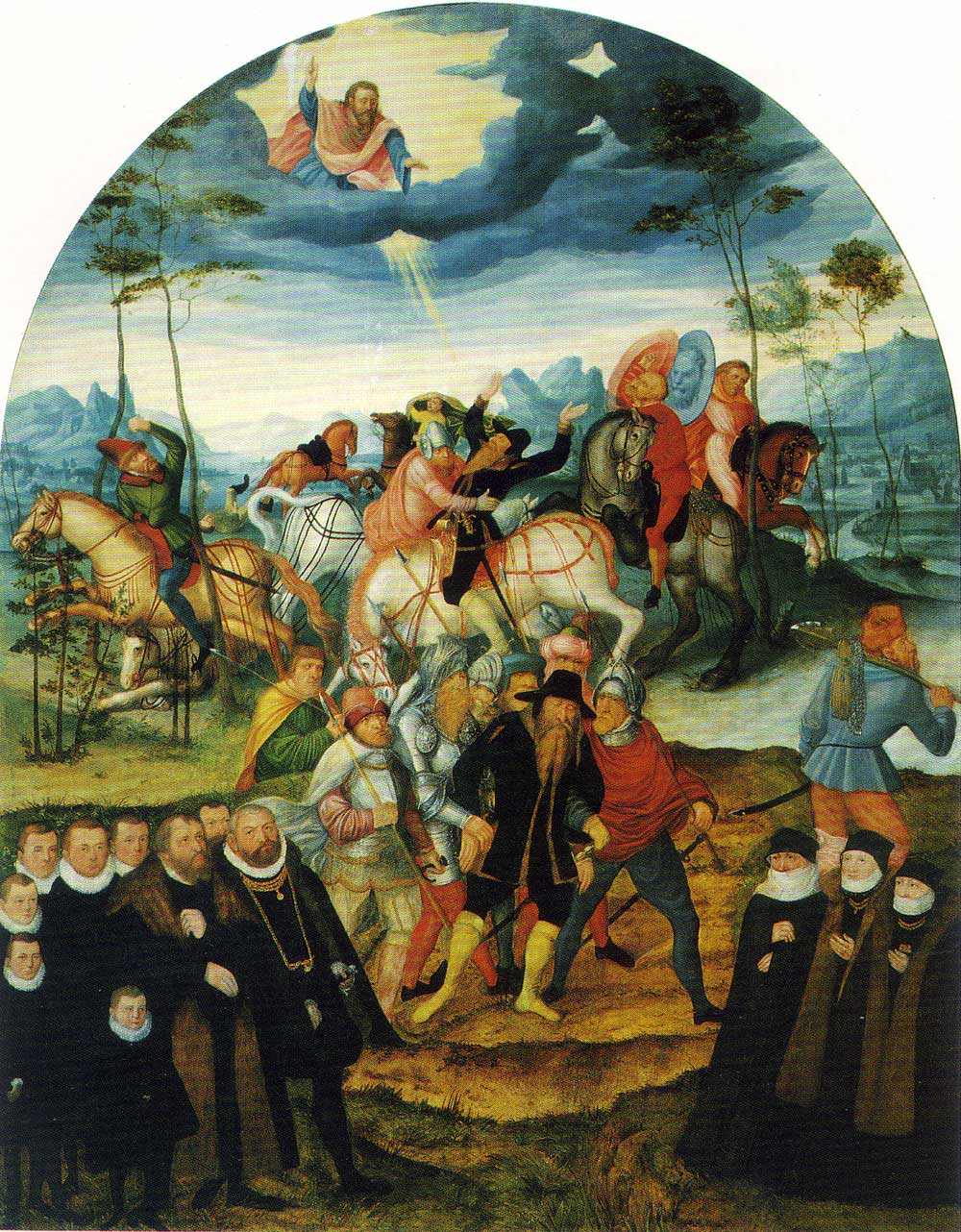
Epitaph von Veit Winsheim in der Wittenberger Stadtkirche

Nachdem sich Winsheim in Deventer vorgebildet hatte, immatrikulierte er sich im Sommersemester 1520, mit einem Stipendium von 20 Gulden versehen, an der Universität Wien. Im Folgejahr ging er als Lehrer in das ungarische Ofen, wo er jedoch 1523 vertrieben wurde. Im August 1523 immatrikulierte er sich an der Universität Wittenberg und absolvierte weitere Studien der Philosophie bei Philipp Melanchthon. Zunächst betrieb er in Wittenberg eine Privatschule, was ihm die Anerkennung von Melanchthon einbrachte. Am 30. April 1528 erwarb er sich den akademischen Grad eines Magisters der Philosophie.
Am 1. Mai 1528 wurde er in den Senat der philosophischen Fakultät aufgenommen, wo er 1529 die Professur von Hermann Tulken für Rhetorik übernahm. Nachdem er Melanchthon bereits seit 1536 bei seiner Professur der griechischen Sprache vertreten hatte, wurde er am 4. August 1541 zu dessen Nachfolger auf dem Lehrstuhl. Am 4. Februar 1550 promovierte er unter Jakob Milich zum Doktor der Medizin, er lehrte zwar ab dem 31. Dezember 1550 an der medizinischen Fakultät, konnte aber dort keine Professur erlangen. Stattdessen übernahm er kurzzeitig 1560 nach dem Tod Melanchthons die Vorlesungen desselben zur Logik und hielt dessen griechische Gedächtnisrede zu seiner Beisetzung.
Windsheim hatte auch organisatorische Aufgaben an der Wittenberger Hochschule übernommen. So war er in den Wintersemestern 1529, 1537, 1548 Dekan der philologischen Fakultät, im Sommersemestern 1540, 1551, 1566 Rektor der Wittenberger Hochschule und im Sommersemester 1558 gleichbedeutender Prorektor der Akademie. Auch an der organisatorischen Aufgaben der Stadt beteiligte sich Winsheim, so wurde er 1549 Ratsherr in Wittenberg. Jene Stellung übernahm er turnusmäßig auch in den Jahren 1552, 1555, 1558, 1561, 1564 und 1567.

## Familie
Winsheim war mit Anna Rüpelin (gest. 29. Dezember 1590) verheiratet. Aus dieser Ehe stammt sein Sohn Veit, der ebenfalls Professor, und zwar der Rechtswissenschaften, wurde. Winsheim hinterließ zwei Töchter und acht Söhne. Sein Sohn Veit stiftete ihm zum Andenken 1586 ein Epitaph, das sich in der Wittenberger Stadtkirche befindet. Dieses Gemälde ist das letzte, was aus der Hand von Lucas Cranach der Jüngere stammt. Seine Tochter Anna heiratet den ostfriesischen Kanzler Thomas Franzius. Daneben hinterließen die Söhne Johann und Christoph ebenfalls Nachkommen.
Nachfahren Winsheims residierten auf der ostfriesischen Häuptlingsburg in Warnsath. Die Winsheimstraße im benachbarten Wittmunder Stadtteil Burhafe erinnert daran.

## Veröffentlichungen (Auswahl)
- Contra Aristogitonem Demosthenis Orationes duae doctissimae, à Philippo Melanchthone iam primum latinitate donatae. Hagenau 1527.
- Vituperatio ebrietatis. Wittenberg 1529
- Oratio de studiis adolescentium. Wittenberg 1529 (Dekanatsrede)
- Laudatio funebris D. Sebaldi Münsteri. 1530
- Declamatio de Imperatore Cunrado. 1538
- Disp. de philosophia et ebrietate; Praefatio in Homerum; De Sebaldo Munstero. Wittenberg 1539
- Declamatio de Guelfo Dux Bavariae. Wittenberg 1539
- Praefatio in lectionem Euripidis. Wittenberg 1548
- Interpretatio Tragoediarum Sophoclis … ex graecae linguae edita. Frankfurt/O., 1549
- Galeni de usu partium corporis humani. Liber quartus. Wittenberg 1549
- Oratio de studiis linguae graecae. Wittenberg 1549
- Sophokles. Frankfurt 1549
- Interpretatio Eidylliorum Theocriti dictata in Academia Vitebergensi. Frankfurt, 1558
- Demosthenes zweite Rede gegen Aristogeiton. 1559
- Oratio habita in funere Ph. Melanthonis. Wittenberg 1560
- Oratio recitata cum inchoaret praelectionem Dialecticae. Wittenberg 1560
- Thucydidis de bello Peloponnesiaco pars prior, libris quatuor continens ad usum iuventutis. Wittenberg 1562
- Ein schön herrliche Declamation … der Guelff Hertzog. Wittenberg 1563
- Adhortatio ad scholasticos ante legum recitatione. Wittenberg 1566 (Rektoratsvorlesung)
- Resignatio publica ad scholasticos a rectore. Wittenberg 1566
- Thucydidis … Historiae de bello peloponnesiaco libri octo e graeco Sermone in latinam. Praeses u. Orator bei med. Prom. Wittenberg 1569
- De XXXII propositionibus prioribus (Resp. Bert) et de sequentibus XL propositionibus (resp. Roeder). 1553
- De propositionibus sequentibus (Resp. Moninger). Wittenberg 1559
- Oratio de consideratione humani corporis (Prom. Moninger). Wittenberg 1559
- Oratio de Gregorio Pontano (Prom. Peucer). Wittenberg 1560 Postum erschienen:
- Thucydidis Atheniensis Historiae de bello Nunc denuo recusi et editi. Wittenberg, 1580
- Sophoclis Trachiniae cum interpretatione larina. Straßburg 1584
- Sophoclis Tragoediae septem. Wittenberg 1585 u. Heidelberg 1597, 1603
- Theokrits Idyllen
- De Guelpho duce Bavariae